# Campionati svedesi di sci alpino 1979
Ai Campionati svedesi di sci alpino 1979 furono assegnati i titoli di discesa libera, slalom gigante e slalom speciale, sia maschili sia femminili.

## Risultati
| Specialità      | Uomini           | Donne             |
| --------------- | ---------------- | ----------------- |
| Discesa libera  | Helmut Grassl    | Christina Jonsson |
| Slalom gigante  | Ingemar Stenmark | Ann Melander      |
| Slalom speciale | Ingemar Stenmark | Pia Gustafsson    |